# Ruonankari
Ruonankari är en ö i Finland. Den ligger i sjön Pyhäjärvi och i kommunen Säkylä i den ekonomiska regionen  Raumo ekonomiska region  och landskapet Satakunta, i den sydvästra delen av landet, 170 km nordväst om huvudstaden Helsingfors. Öns största längd är 40 meter i öst-västlig riktning.